# Душан Ј. Анђелковић
Душан Ј. Анђелковић (Дворане, 18. јун 1886 — Крушевац, фебруар 1949) био је српски и југословенски официр, пешадијски бригадни генерал Југословенске војске.

## Биографија
Рођен је 1886. године у крушевачком селу Дворане, у свештеничкој породици. Завршио је XXXVII класу Ниже школе Војне академије 1908. године.
Учествовао је у Балканским ратовима и Првом светском рату. Учествовао је у формирању Српске добровољачке дивизије у Одеси, као капетан прве класе и командир чете. На Солунски фронт долази у јануару 1918. године, заједно са својом добровољачком дивизијом.
Унапређен је 1937. године у чин пешадијског бригадног генерала.
Заробљен је у Априлском рату 1941. године и одведен у заробљеништво, где проводи читав рат. Пензионисан је 1946. године, решењем Министарства народне одбране ФНРЈ.
Преминуо је фебруара 1949. године у Крушевцу. Тамо је сахрањен уз војне почасти.

## Одликовања
- Орден Карађорђеве звезде са мачевима
- Орден Белог орла
- Медаља за храброст
- Легија части